# Melatonin
A melatonin az alvási ciklust irányító hormon. Megnöveli a REM-ciklus hosszát, és élénk álmokat eredményez, emiatt alvászavar ellen adják. Hat a test hőmérsékletére, és álmosságot okoz. Befolyásolja az immunrendszert is, bár ennek módja még nem ismert. 

## Emberi és állati szervezetekben
A melatonin képzését a hipotalamusz vezérli a fény–sötétség változásairól kapott információ alapján, majd a tobozmirigy (epifízis, glandula pinealis) választja ki. A vérrel jut el a test más részeibe. Sötétben keletkezik, ezért a „sötétség hormonjá”-nak is nevezik. A fény megszűnéséről az információ a retinában keletkezik a melanopszin nevű fotopigmentekben, melyek a 484 nm-es kék fényt érzékelik. Működésük az A-vitaminon alapul. (A lefekvés előtt másfél órával feltett, kék színt szűrő szemüveget szintén használják alvászavar ellen.)
A melatonin kiválasztása az évszakok szerint változó fényviszonyokhoz is igazodik. Befolyásolja a szervezet energia-háztartásáért felelős leptin nevű hormont, ezáltal közvetve az emésztőrendszert is. Más szövetekben is keletkezik. Az emésztőrendszerben, a retinában és legnagyobb mennyiségben a bőrben triptofánból 5-hidroxi-triptofánon és szerotoninon keresztül. Ezen kívül keletkezik pl. a csontvelőben is, de az ott előállított melatonin nem mutat mennyiségi különbséget a nappal/éjszaka változása szerint.

## Melatoninreceptorok
Mindhárom típusú melatoninreceptor G-protein-csatolt.
- MT1 vagy Mel1A két helyen fordul elő az emlősök agyában:
  - az agyalapi mirigy pars tuberalisában, és a melatonin reproduktív hatásaiért felelős
  - a hipotalamusz nucleus suprachiasmaticusában, és a napi biológiai óra, a cirkadián ritmus működéséért felelős.
- MT2 vagy Mel1B az emlősök retinájában található.
- az MT3 vagy Mel1C típusú receptort madarakban és kétéltűekben azonosították.

## Fordítás
Ez a szócikk részben vagy egészben  a   Melatonin című angol Wikipédia-szócikk ezen változatának fordításán alapul.  Az eredeti cikk szerkesztőit annak laptörténete sorolja fel. Ez a jelzés csupán a megfogalmazás eredetét és a szerzői jogokat jelzi, nem szolgál a cikkben szereplő információk forrásmegjelöléseként.